# Opius irregularipes
Opius irregularipes är en stekelart som beskrevs av Fischer 1963. Opius irregularipes ingår i släktet Opius och familjen bracksteklar. Inga underarter finns listade i Catalogue of Life.